# Mortal Kombat: Legacy
Mortal Kombat: Legacy es una serie web estadounidense adaptada de la franquicia de videojuegos Mortal Kombat. Se estrenó en el canal Machinima.com de YouTube el 11 de abril de 2011. La segunda temporada se estrenó íntegramente el 26 de septiembre de 2013.
La premisa de la serie se originó con el cortometraje del director Kevin Tancharoen, Mortal Kombat: Rebirth (2010), que retrataba el trasfondo de la historia del juego original, aunque de forma más aterrizada. En busca de la luz verde del estudio para la producción de una película reimaginada de Mortal Kombat, presentó el concepto a Warner Bros. Pictures después de habérselo presentado tanto a Midway Games (Warner compró Mortal Kombat y otros activos a los propietarios originales de la propiedad en 2009) como a New Line Cinema (el titular original de los derechos cinematográficos de Mortal Kombat se convirtió en una división/sello del estudio más grande en 2008), que declinaron respaldar la película, a pesar de la atención y la recepción positiva de los fans. En lugar de eso, Tancharoen recibió el visto bueno para rodar la serie web.

## Trama
La primera temporada de Mortal Kombat: Legacy es una precuela del juego original, en la que se explican las historias de fondo de varios personajes de la serie y se muestran sus razones para participar en el próximo décimo torneo de Mortal Kombat en el que se basó el primer juego. Los episodios no son lineales, tienen una continuidad mínima y cada uno está dedicado a la historia de uno o varios personajes concretos. La segunda temporada cubre el torneo propiamente dicho.

## Reparto
| Personaje                | Descripción | Actores temporada 1 | Actores temporada 2  |
| ------------------------ | --- | ------------------- | -------------------- |
| Baraka                   | General de los guerreros Tarkatan de Outworld, bajo el gobierno de Shao Kahn. | Fraser Aitcheson    | —                    |
| Cyrax                    | Asesino ninja leal del clan Lin Kuei que experimenta con aprensión la automatización para convertirse en un guerrero cibernético.                                                                                             | Shane Warren Jones  | —                    |
| Ermac                    | Luchador compuesto por las almas de múltiples guerreros muertos; también posee el poder de la psicoquinesia. | —                   | Kim Do Nguyen        |
| Jackson "Jax" Briggs     | Capitán del Departamento de Policía de Deacon City y compañero de Sonya desde hace mucho tiempo. | Michael Jai White   | —                    |
| Johnny Cage              | Un actor famoso luchando por mantener su fama tras una serie de controversias. Lucha junto a los defensores de la Tierra en la segunda temporada.                                                                             | Matt Mullins        | Casper Van Dien      |
| Kano                     | Matón notorio y jefe del cártel criminal Dragón Negro. | Darren Shahlavi     | —                    |
| Kenshi                   | Espadachín ciego que posee el poder de la telequinesis. | —                   | Daniel Southworth    |
| Kitana                   | Ex princesa de Edenia, hija del rey Jerrod y la reina Sindel; criada como asesina por el emperador Shao Kahn. Participó en el torneo junto a las fuerzas de Shang Tsung, pero posteriormente se rebeló contra ellas.          | Samantha Jo         | Samantha Jo          |
| Kurtis Stryker           | Teniente del Departamento de Policía de Deacon City junto a Jax y Sonya. Lucha junto a los defensores de la Tierra en la segunda temporada.                                                                                   | Tahmoh Penikett     | Eric Jacobus         |
| Kung Lao                 | Amigo de Liu Kang y compañero monje Shaolin. Lucha junto a los defensores de la Tierra en la segunda temporada. | —                   | Mark Dacascos        |
| Liu Kang                 | Un exmonje Shaolin violento y sociópata, convertido en justiciero y antiguo amigo de Kung Lao. Se une al torneo luchando junto a Shang Tsung.                                                                                 | —                   | Brian Tee            |
| Mileena                  | Un clon mitad edeniana, mitad tarkatano de Kitana, entrenada como leal asesina de Kahn. | Jolene Tran         | Michelle Lee         |
| Quan Chi                 | Un hechicero aliado de Shang Tsung en el lado del Netherrealm. | Michael Rogers      | —                    |
| Sindel                   | La ex reina de Edenia; esposa del rey Jerrod y madre de la princesa Kitana. | Beatrice Ilg        | —                    |
| Raiden                   | dios del Trueno y Protector del Reino de la Tierra. Lidera a los guerreros de la Tierra en la defensa contra las fuerzas de Shang Tsung.                                                                                      | Ryan Robbins        | David Lee McInnis    |
| Hanzo Hasashi / Scorpion | General del clan ninja japonés Shirai Ryu, rival de los Lin Kuei. Por temor a heredar el odio insano de su padre, aceptó una tregua para poner fin a la guerra iniciada por Sub-Zero. Se unió a la lucha junto a Shang Tsung. | Ian Anthony Dale    | Ian Anthony Dale     |
| Sektor                   | Asesino ninja leal del Lin Kuei que voluntariamente se somete a la automatización para convertirse en un guerrero cibernético.                                                                                                | Peter Shinkoda      | —                    |
| Shang Tsung              | Hechicero nefasto al servicio de Shao Kahn. En la segunda temporada, presenta el torneo de Mortal Kombat, liderando a sus guerreros contra los del Reino de la Tierra.                                                        | Johnson Phan        | Cary-Hiroyuki Tagawa |
| Shao Kahn                | Emperador de Outworld; padre adoptivo de Kitana y Mileena. | Aleks Paunovic      | —                    |
| Sonya Blade              | Teniente del departamento de policía de Deacon City y compañera de Jax. | Jeri Ryan           | —                    |
| Bi-Han / Sub-Zero        | Asesino del clan Lin Kuei, rival de los Shirai Ryu. Cansado de la guerra entre clanes, declara una tregua. Lucha junto a los defensores de la Tierra en la segunda temporada.                                                 | Kevan Ohtsji        | Eric Steinberg       |
| Kuai Liang / Sub-Zero    | Asesino del Lin Kuei, y hermano menor del fallecido Bi-Han. | —                   | Harry Shum, Jr.      |

## Producción

### Concepción
El 8 de junio de 2010, Mortal Kombat: Rebirth apareció en YouTube en medio de la confusión sobre sus orígenes e intenciones. Kevin Tancharoen dijo que había estado pensando en un reinicio de Mortal Kombat durante algún tiempo, y cuando la tecnología estuvo a su disposición, sintió que era el momento adecuado para hacer un cortometraje.  Tancharoen escribió y dirigió la película durante un fin de semana sin la participación de ningún estudio. Con la ayuda de amigos y colegas y un presupuesto de 7.500 dólares, la película se completó en dos meses. Antes de presentar la película a Warner Bros., Tancharoen tenía la intención de subir el corto en privado a YouTube para evaluar la respuesta de un colega. Accidentalmente lo puso a disposición del público en general, que rápidamente expresó una respuesta abrumadoramente positiva.
Tancharoen observó la respuesta positiva de los fans y se dio cuenta de la ventaja de las redes sociales para ayudar a los directores novatos a ganar seguidores que llevar a los ejecutivos de los estudios cinematográficos. Se reunió con Warner Bros., que no dieron luz verde una gran película, pero accedieron a financiar una serie web basada en la franquicia Mortal Kombat. El último paso fue convencer a Ed Boon, cocreador de la franquicia y productor ejecutivo en NetherRealm Studios, que acababa de producir la última entrega del videojuego, para que aceptara la serie. Boon quedó impresionado con Mortal Kombat: Rebirth, pero no del todo convencido de la visión reimaginada de Tancharoen. Después de reunirse con Tancharoen, Boon se sorprendió por su entusiasmo por la franquicia y rápidamente le ofreció su apoyo.

### Desarrollo

#### Desarrollo de la Temporada 1
Mortal Kombat: Legacy está producido por Warner Bros. Digital Distribution, Warner Bros. Interactive Entertainment y Warner Premier. Tancharoen, Lance Sloane y Tim Carter ejercen de productores. Consta de nueve episodios de 8-12 minutos, cada uno escrito por Tancharoen y los guionistas de Spartacus: Sangre y Arena Todd Helbing y Aaron Helbing, con Tancharoen en la dirección. Larnell Stovall, que trabajó con Tancharoen en Rebirth, es el coordinador de acrobacias. La serie se rodó en Vancouver en febrero y marzo, y Tancharoen tuiteó actualizaciones diarias sobre su progreso. La posproducción comenzó en marzo y continuó junto al estreno. Los efectos visuales corrieron a cargo de Goldtooth Creative Agency.
Cuando Tancharoen realizó Mortal Kombat: Rebirth en 2010, tomó la historia tradicional de Mortal Kombat, que durante 20 años se basó en un mundo sobrenatural, y la volvió a contar basándose en escenarios del mundo real. Los personajes y la trama básica de un torneo se mantuvieron, pero la mayoría de los elementos místicos, como los reinos alternativos, la brujería y las historias de personajes como Baraka y Reptile, se ajustaron para encajar en el nuevo universo realista. Esta nueva visión de la franquicia es lo que llevó a Ed Boon a afirmar que Rebirth «probablemente cruza la línea» en términos de reimaginación. Warner Bros. fue receptivo con el nuevo estilo. A pesar de los cambios, Tancharoen prometió a los fans que la serie web sería fiel a la franquicia, incluyendo los elementos místicos y sobrenaturales famosos de Mortal Kombat.  El reducido presupuesto obligó a ambientar algunas historias en un mundo realista para evitar los elevados costes de crear un mundo de fantasía con efectos visuales. De la participación de Boon, Tancharoen dijo que fue fundamental para que esta serie se ciñera al canon de la serie, pero que permitió a Tancharoen incluir sus propias ideas.
Los dos primeros episodios se basan principalmente en un universo real. El tercer episodio sigue la misma línea, pero termina con el primer indicio de temas sobrenaturales cuando Shang Tsung aparece para congelar el tiempo y conversar con Johnny Cage. Los episodios 4 y 5 son los que más revelan el enfoque estilístico de Tancharoen sobre el debate mundo real/misticismo. Baraka es retratado fiel a su historia original de los videojuegos, y se desarrollan ideas como la brujería y los reinos múltiples. Se ha criticado al equipo de producción por abandonar el enfoque original del mundo real de Rebirth para Legacy, a pesar de que Tancharoen afirmaba continuamente que los elementos sobrenaturales de Mortal Kombat se incluirían en la serie. Tancharoen dijo que algunas historias podían contarse con su enfoque realista de Rebirth, pero que otras historias estaban demasiado basadas en lo sobrenatural como para convertirlas en una representación del mundo real. El lanzamiento del episodio 6 incluye una nota del propio Tancharoen, escrita a los fans antes de que comience el episodio: «El siguiente episodio representa mi visión diferente del universo Mortal Kombat. Creo que combina la cantidad perfecta de realismo descarnado mezclado con un toque de misticismo. Espero que lo disfrutéis».

#### Desarrollo de la segunda temporada
El 15 de julio de 2012, IGN reveló un vídeo exclusivo realizado por Tancharoen dirigido a los fans en el que anunciaba la segunda temporada y añadía que todos los guiones estaban completos. El director también confirmó más escenas de lucha y mejores efectos especiales en la próxima temporada para centrarse en el torneo real de Mortal Kombat del juego original, en respuesta a los fans que se sintieron defraudados por el montaje de la primera temporada. El 3 de diciembre de 2012, se anunció que la segunda temporada de la serie había comenzado su producción en Los Ángeles, con el primer metraje debutando mundialmente en un tráiler el 17 de febrero de 2013 en los Streamy Awards.En 24 horas, el tráiler había sido visto más de 2 millones de veces. Tancharoen también declaró que la segunda temporada no afectaría al desarrollo del largometraje.  El 31 de marzo de 2013, se emitió un anuncio de televisión durante el programa Talking Dead de AMC para la serie, fue la primera vez que un canal de YouTube compraba espacio publicitario en televisión.
La segunda temporada consta de diez episodios, fue coescrita por Tancharoen, Josh Baizer y Marshall Johnson, está dirigida por Tancharoen, cuenta con un equipo de aproximadamente 90-100 personas, y sigue emitiéndose en exclusiva en el canal de YouTube de Machinima por Warner Bros. Digital Distribution. Bandito Brothers sustituyó a Goldtooth Creative para encargarse de los efectos visuales. La producción concluyó en diciembre de 2012.

#### Desarrollo de la tercera temporada
En la Comic-Con 2013, Tancharoen señaló que Ryan no regresaría como Sonya para la segunda temporada debido a su compromiso con Body of Proof, pero que esperaba traerla de vuelta para la tercera, en la que también estaba previsto que apareciera Kabal después de que Tancharoen no hubiera podido dar cabida al personaje en la segunda temporada debido a limitaciones presupuestarias. Tancharoen abandonó la serie en octubre de 2013 debido a la falta de avances en la película del reboot.  Sin embargo, el 27 de marzo de 2014, declaró a Nerd Reactor que tanto él como Warner Bros. siguen planeando la tercera temporada con él como director.  El 13 de enero de 2015, el entrenador de artes marciales y coordinador de acrobacias Garrett Warren confirmó su participación en la tercera temporada de Mortal Kombat: Legacy, sin revelar su papel. Casper Van Dien confirmó su participación en la nueva temporada publicando fotos de su entrenamiento de artes marciales junto al coprotagonista de la segunda temporada Mark Dacascos. El 17 de enero de 2015, Van Dien publicó una foto de su guion para «Mortal Kombat 3», acreditando a John Cabrera como el escritor. Garrett Warren confirmó que el rodaje había comenzado el 19 de enero de 2015. La webserie iba a estrenarse en 2016, pero esto no ocurrió, y desde entonces no se ha publicado ninguna otra información sobre la tercera temporada.

### Casting

#### Casting de la 1ª temporada
Michael Jai White, Jeri Ryan, Matt Mullins e Ian Anthony Dale repiten sus papeles de Mortal Kombat: Rebirth como Jax, Sonya Blade, Johnny Cage y Scorpion respectivamente. Johnson Phan y Fraser Aitcheson sustituyen a James Lew y Lateef Crowder para interpretar a Shang Tsung y Baraka respectivamente. Kano es interpretado por Darren Shahlavi, Tahmoh Penikett interpreta a Kurtis Stryker, y Sam Tjhia interpreta a Kitana. El episodio 4 reveló a Aleks Paunovic como Shao Kahn, Jolene Tran como Mileena, Kirby Morrow como el Rey Jerrod, y Beatrice Ilg como Sindel. Los personajes de Sub-Zero (Kevan Ohtsji), Sektor (Peter Shinkoda) y Cyrax (Shane Warren Jones) se revelaron en el primer tráiler oficial publicado el 11 de abril de 2011. Ryan Robbins se reveló como Raiden y Michael Rogers se reveló que interpretaría a Quan Chi en los créditos del Episodio 7. Ed Boon hace un cameo en el Episodio 3 como Ed Goodman, un productor de televisión que ha trabajado anteriormente con Cage.

#### Elenco de la segunda temporada
La segunda temporada supuso una considerable remodelación del reparto de la primera. Casper Van Dien sustituyó a Matt Mullins como Johnny Cage, mientras que Cary-Hiroyuki Tagawa, que había interpretado a Shang Tsung en la película de 1995, se hizo cargo del papel de Johnson Phan. Tahmoh Penikett no regresó como Stryker y fue reemplazado por Eric Jacobus, Michelle Lee sustituyó a Jolene Tran como Mileena, y David Lee McInnis reemplazó a Ryan Robbins como Raiden.  Los únicos remanentes de la primera temporada fueron Ian Anthony Dale y Sam Tjhia, como Scorpion y Kitana, respectivamente.
Los personajes que debutaron fueron Harry Shum, Jr. como Kuai Liang (el hermano pequeño de Sub-Zero), Brian Tee como Liu Kang, Mark Dacascos como Kung Lao, Kim Do Nguyen como Ermac, y Daniel Southworth como Kenshi. Jeri Ryan (Sonya), Michael Jai White (Jax) y Darren Shahlavi (Kano) no regresaron, ni tampoco sus respectivos personajes.

## Lanzamiento

### Marketing
El 7 de abril de 2011, se publicó una escena de la serie en el canal de YouTube de Machinima como avance. El breve clip reveló que el título de la serie sería Mortal Kombat: Legacy. El 11 de abril de 2011, debutó el primer tráiler oficial. Incluía clips de los nueve episodios de la serie, confirmando a los personajes Sub-Zero, Sektor y Cyrax, y revelaba que la historia se refería a las motivaciones de varios personajes antes del comienzo del torneo retratado en el primer videojuego Mortal Kombat.
Tancharoen confirmó que el estreno del primer episodio se producirá antes del lanzamiento de la última entrega del videojuego. El 11 de abril de 2011, se lanzó el primer episodio completo de la serie en Machinima.com y en YouTube, con el episodio 2 emitido un día antes del lanzamiento del videojuego. Después de que se lanzó el episodio 2, fue rápidamente eliminado y reemplazado por una versión censurada que eliminó parte de la violencia e imágenes más gráficas. El episodio 3 se lanzó comenzando con la versión censurada, silenciando las blasfemias. El 29 de abril, ambos episodios fueron lanzados en su formato sin censura. El episodio 4 fue lanzado sin censura. Tancharoen explicó más tarde que la censura fue requerida por YouTube después de una cantidad abrumadora de "banderas" inapropiadas. Se llegó a un acuerdo entre el estudio y YouTube de que cualquier episodio que requiera censura se lanzará con el material ofensivo eliminado, y las versiones sin censura lanzadas varios días después requerirán confirmación de edad.
En varios tweets en junio de 2011, Tancharoen declaró que el episodio final no se lanzaría según el patrón habitual de la medianoche del martes por la mañana, sino que se estrenaría en algún momento durante el evento Comic Con 2011 que se llevará a cabo entre el 21 y el 24 de julio de 2011. En julio de 2011, Shock Till You Drop recibió una imagen que adelantaba el episodio final de la serie con los personajes Cyrax y Sektor, y explicó que el episodio está siendo "afinado" antes de su debut durante el panel de la Comic-Con de Mortal Kombat: Legacy el jueves 21 de julio entre las 2 y las 3 p.m. El episodio se lanzó oficialmente en el canal de YouTube de Machinima.com el 24 de julio. El elenco y el equipo de la temporada 2 aparecieron en un panel en la San Diego Comic-Con de 2013, y todos los episodios de la temporada 2 se lanzaron simultáneamente el 26 de septiembre de 2013.

### Medios domésticos
Tancharoen reveló planes para un lanzamiento en DVD y Blu-ray sin censura. El 10 de agosto de 2011, Warner Premiere reveló un nuevo tráiler de Mortal Kombat: Legacy II. La fecha de lanzamiento del Blu-ray es el 8 de noviembre, sin mención de una fecha de lanzamiento del DVD. Entre las características especiales se incluyen Mortal Kombat: Legacy – Fights, un artículo que explora cómo las fatalidades y la violencia extrema ayudan en la narrativa de Mortal Kombat, Mortal Kombat: Legacy – Fan Made, un artículo con Tancharoen explicando su interés en la franquicia, así como los documentales Mortal Kombat: Legacy – Expanding the Netherrealm, Mortal Kombat: Mysticism y Mortal Kombat: Gear, que cubren el universo de la franquicia, los poderes de sus personajes y las armas que usan, respectivamente. La temporada 2 se estrenó el 14 de octubre de 2014.
La serie se puso a disposición para streaming en HBO Max en abril de 2021.

## Recepción

### Respuesta de la crítica
Las críticas de Mortal Kombat: Legacy fueron en general positivas. El primer episodio se convirtió en el vídeo más visto de YouTube esa semana, acumulando 5,5 millones de visitas, mientras que el corto de Tancharoen, también considerado un éxito, recibió sólo 2,1 millones en total en la cuenta oficial. El presidente de Warner Bros. Digital Distribution, Thomas Gewecke, expresó su entusiasmo por el primer episodio y sus perspectivas de futuras adaptaciones, diciendo: "es una pieza cinematográfica increíblemente poderosa, fuerte y bien hecha. Es una reinterpretación de la franquicia en formato de acción real que nos gustaría explorar como conceptos diferentes y ver qué enfoque funciona mejor". El segundo episodio se emitió con considerablemente menos atención, teniendo solo una cuarta parte de las vistas en comparación con el primer episodio. El lanzamiento del quinto episodio obtuvo solo 424.000 vistas en las primeras 24 horas. Un día después del lanzamiento del episodio cinco, las vistas totales de toda la serie hasta la fecha superaron 30.000.000.
IGN describió a Legacy como la "serie web producida con más elegancia", dando una mención particular al episodio uno por sus "secuencias de acción efectivas y una cinematografía genial". Consideró favorablemente el episodio 4 por el primer uso de una animación "extraordinariamente efectiva" y una narración en off "poética", la eliminación de la censura, la "fascinante tradición de los personajes y la deslumbrante fantasía [y] una tierra de Outworld bellamente diseñada". El episodio cinco fue elogiado por la banda sonora, la atención prestada al desarrollo de los personajes y la historia, la edición y los efectos visuales "bastante buenos". CraveOnline elogió el estilo de animación utilizado en el episodio cuatro, diciendo que la herencia emergente de Mileena y la invasión Tarkatan fueron las mejores partes del episodio. G4TV elogió el tercer episodio de la serie por su cambio hacia el desarrollo de personajes, aunque no al a expensas de las secuencias de acción que se presentan en los dos primeros episodios. "Permitió que la serie ampliara un poco sus horizontes" al crear un Johnny Cage agradable, comentando que "finalmente se suelta y te hace apreciar al personaje de una manera completamente nueva". Houston Press también se unió a los elogios a la devoción de la serie al desarrollo de los personajes tras el lanzamiento del episodio de Raiden. Dijeron que, si bien las artes marciales quedaron en segundo plano, el drama de la historia "cristiana" de Raiden estuvo bien ejecutado, lo que le dio al público una razón para identificarse con su personaje de una manera que la franquicia nunca pudo hacer. The Escapist llamó al episodio 7 con temática de Scorpion y Sub-Zero "uno de los mejores episodios" de la serie, dándole un peso emocional a la historia más famosa de la franquicia.
La serie también ha recibido su cuota de críticas, encabezadas por las mismas agencias que la han elogiado. CraveOnline no quedó satisfecho con el nuevo Johnny Cage, calificando el episodio con un 4 sobre 10, alegando que el Johnny Cage de Mullins "no tiene el aspecto adecuado, una buena interpretación o movimientos de artes marciales impresionantes". IGN señaló sobre el episodio uno que "los valores de producción no parecen tan ajustados y concisos como los de [Rebirth]", además de una historia ligera y una edición y actuaciones "planas".
Los episodios más criticados han sido, con diferencia, los cuatro y cinco por su alejamiento del estilo realista de Rebirth y los primeros episodios, hacia la "mitología tradicional bien conocida por los fans de Kombat de toda la vida". Tancharoen también reconoció la división de audiencia que crearon los episodios de Kitana y Mileena, afirmando que la suya era una historia que no podía contarse en un entorno realista, y que Warner Bros. "quería asegurarse de que esta serie web se vinculara con algunas de las líneas argumentales del canon de Mortal Kombat". A diferencia del episodio cuatro, IGN criticó el uso de la animación esta vez, afirmando que le costó al episodio su energía y creó un exceso de errores de continuidad. Otras críticas fueron el maquillaje más barato, los efectos de vestuario y el diseño de escenarios debido a las limitaciones presupuestarias, y un corto tiempo de ejecución. Tras el lanzamiento del episodio seis con la temática de Raiden, Houston Press sugirió que Tancharoen se vio obligado a dirigir los episodios cuatro y cinco hacia la mística tradicional de "Mortal Kombat" por parte de Warner Bros. para probar cómo reaccionarían los fanáticos. El episodio seis, según el crítico, fue el estudio que le permitió a Tancharoen regresar a su propio estilo, entregando finalmente "grandeza cinematográfica" y "el mejor [episodio] que ha hecho hasta ahora. Posiblemente incluso mejor que el original Mortal Kombat: Rebirth". Film School Rejects lamentó la expectativa de la serie de que sus espectadores conozcan la historia de la franquicia, explicando que sin un conocimiento previo de los juegos, el espectador se queda con demasiadas preguntas que tal vez nunca sean respondidas.